# Solovtsovka
Solovtsovka (Соловцовка en rus) - és un poble de l'óblast de Penza, a Rússia, el 2008 tenia 303 habitants.